# Linha 11 do Trem Metropolitano de São Paulo
A Linha 11–Coral da CPTM compreende o trecho entre as estações Palmeiras-Barra Funda e Estudantes. Foi conhecida como Expresso Leste no trecho de Luz a Guaianases. Em 2019, com o fim da transferência interna em Guaianases, a linha também passou a ser conhecida como Expresso Leste–Mogi. Atualmente é a linha mais movimentada de trem metropolitano de São Paulo, também a segunda mais extensa da CPTM, atrás apenas da Linha 7-Rubi.Até março de 2008 denominava-se Linha E–Laranja.

## Histórico
A linha teve sua construção iniciada em 1869 pela Companhia São Paulo e Rio de Janeiro, como parte da Estrada de Ferro do Norte, que seria incorporada pela Estrada de Ferro Central do Brasil em 1890. No início do século XX iniciou-se a operação de trens suburbanos, inicialmente até a Penha, atingindo Mogi das Cruzes na década de 1910. Essa operação tinha 49 quilômetros de extensão e dezenove estações.
A eletrificação da linha ocorreu apenas na metade dos anos 1950, sendo que a operação com TUEs começou a ser feita com unidades já desgastadas, trazidas do sistema suburbano da Central no Rio de Janeiro. Em 1976 a linha foi estendida até Estudantes, para que pudesse atender aos alunos de faculdades localizadas em Mogi.
Em 1975 a linha passaria a ser administrada diretamente pela Rede Ferroviária Federal (RFFSA), que desde 1957 tinha a Central do Brasil como uma de suas subsidiárias. A partir de fevereiro de 1984 passou para a tutela da Companhia Brasileira de Trens Urbanos (CBTU), que herdou todo o serviço de trens metropolitanos da Rede. Em 1994 a linha foi estadualizada e passada às mãos da Companhia Paulista de Trens Metropolitanos (CPTM).

### Expresso/Extensão Leste
Contrariando um estudo do próprio Metrô, que previa o colapso total, por superlotação, da Linha Leste–Oeste (atual Linha 3–Vermelha) caso fosse ampliada além de Itaquera, o projeto da Extensão Leste do Metrô foi lançado em 1987, tendo as obras sido iniciadas em 14 de outubro daquele ano, pelo governo Quércia. Por causa da falta de fundos, as obras foram paralisadas parcialmente e retomadas apenas em maio de 1988, até a paralisação total em 1992, durante a gestão Fleury. O alto endividamento da Companhia do Metropolitano (que realizou financiamentos para realizar até mesmo obras rodoviárias, como a Ponte do Morumbi e o corredor de trólebus ABD) impediu-a de tomar empréstimos para retomar a obra.
Dessa forma, a gestão Covas utilizou a CPTM para contrair empréstimos com o BNDES para concluir as obras da extensão — que posteriormente acabaria incorporada pela companhia de trens e inaugurada em 27 de maio de 2000. O novo serviço implantado pela CPTM no trecho novo foi batizado de Expresso Leste.
Em consequência da abertura do Expresso Leste, a CPTM desativou todas as estações entre Tatuapé e Itaquera — a Estação Clemente Falcão já tinha sido desativada anos antes, em 1981, quando da inauguração da Estação Tatuapé. O antigo trecho entre Artur Alvim e Guaianases foi suprimido, dando lugar a uma extensão da Radial Leste em 2004. 
Com a compra de novos trens e reforma do sistema de energia da linha, foi possível, em 2019, extinguir esse serviço, levando as características dele para toda a extensão da linha. Isto era um antigo pedido dos moradores da Região do Alto Tietê, que precisavam realizar uma baldeação na Estação Guaianases (a com maior entrada de passageiros da linha, sem levar em conta baldeações entre linhas da CPTM/Metrô) para seguir viagem.

## Percurso
O primeiro trecho, o antigo Expresso Leste, apresenta trens modernos e dotados de ar-condicionado, que circulam entre as estações Luz e Guaianases. Nesta estação, fazia-se a baldeação para o segundo trecho, entre as estações Guaianases e Estudantes, em Mogi das Cruzes, atendendo também aos municípios de Ferraz de Vasconcelos, Poá e Suzano. Durante muito tempo previa-se a incorporação do Expresso Leste à malha metroviária, transformando-o na Linha 6 do metrô. Este projeto, entretanto, não foi levado adiante e não consta mais do projeto futuro. Até novembro de 2003, o Expresso Leste contemplava apenas o trecho entre as estações Brás e Guaianases.
Em horários específicos, alguns trens já faziam o trajeto direto entre as estações Luz e Estudantes, sem necessidade de baldeação na Estação Guaianases. Em janeiro de 2019, a CPTM anunciou a possibilidade de eliminar definitivamente a baldeação em Guaianases, sendo que a partir de 4 de fevereiro de 2019, foram iniciadas as operações do Expresso Leste–Mogi, com viagens diretas entre as estações Luz e Estudantes. Inicialmente, as partidas ocorreram de segunda a sexta-feira, das 9 às 15 horas, e aos finais de semana, durante toda a operação comercial.
A partir de abril de 2019, a baldeação do Expresso Leste–Mogi em Guaianases foi bastante reduzida pela CPTM, e, em maio, extinta. Assim, todas as composições passam a sair da Estação Estudantes com destino à Luz, com intervalos médios de oito minutos entre composições, com o trecho entre Guaianases e Luz (loop) tendo intervalo de quatro minutos durante os horários de pico.
Em dezembro de 2024, foi inaugurada a extensão da linha até a estação Palmeiras-Barra Funda, em operação assistida aos domingos, com previsão de ampliação para todos os dias da semana em setembro de 2025. Essa extensão se faz necessária para compensar a redução do traçado da Linha 7 - Rubi, entre Brás e Palmeiras - Barra Funda, após a concessão à TIC Trens.

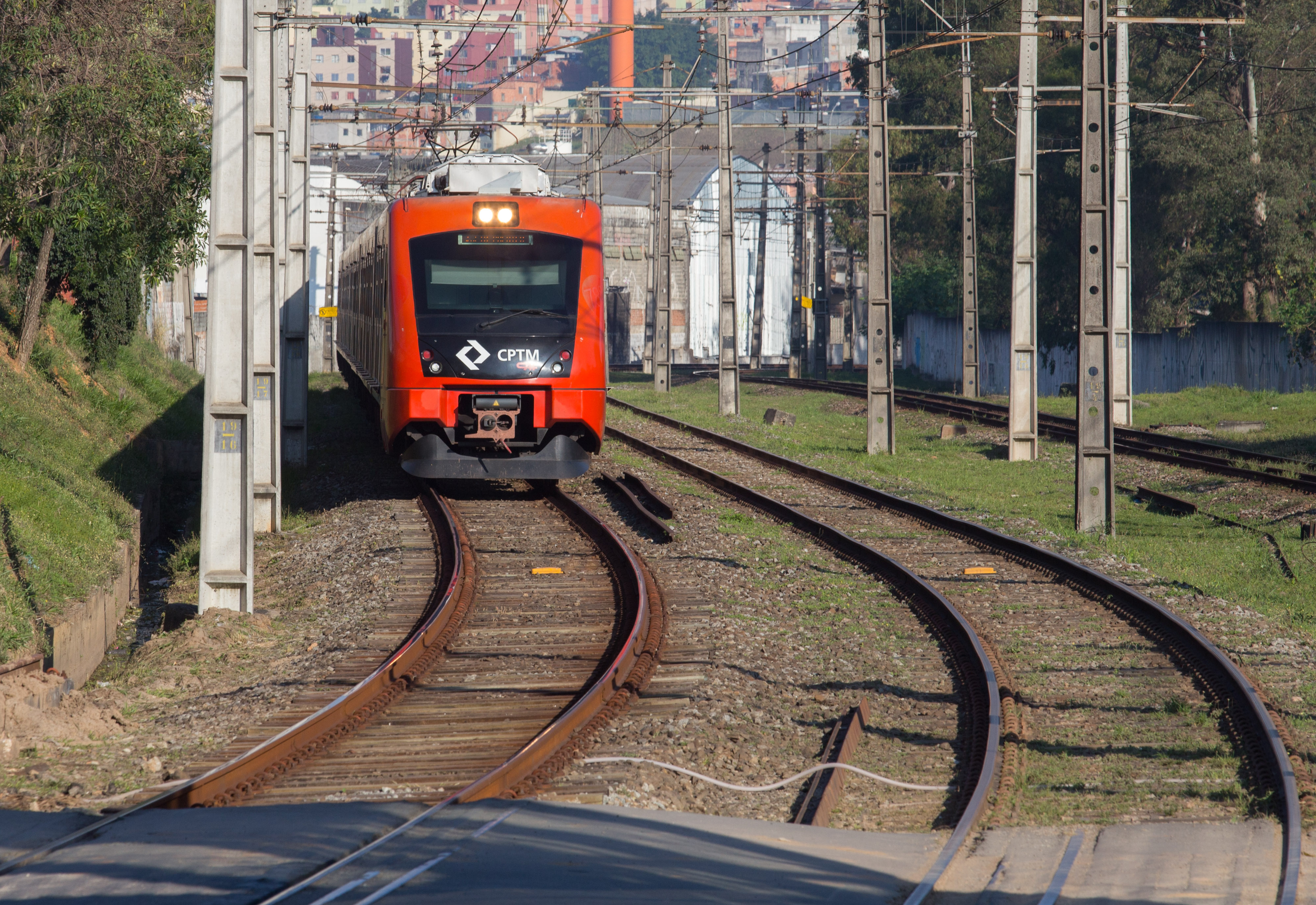
TUE Série 8000
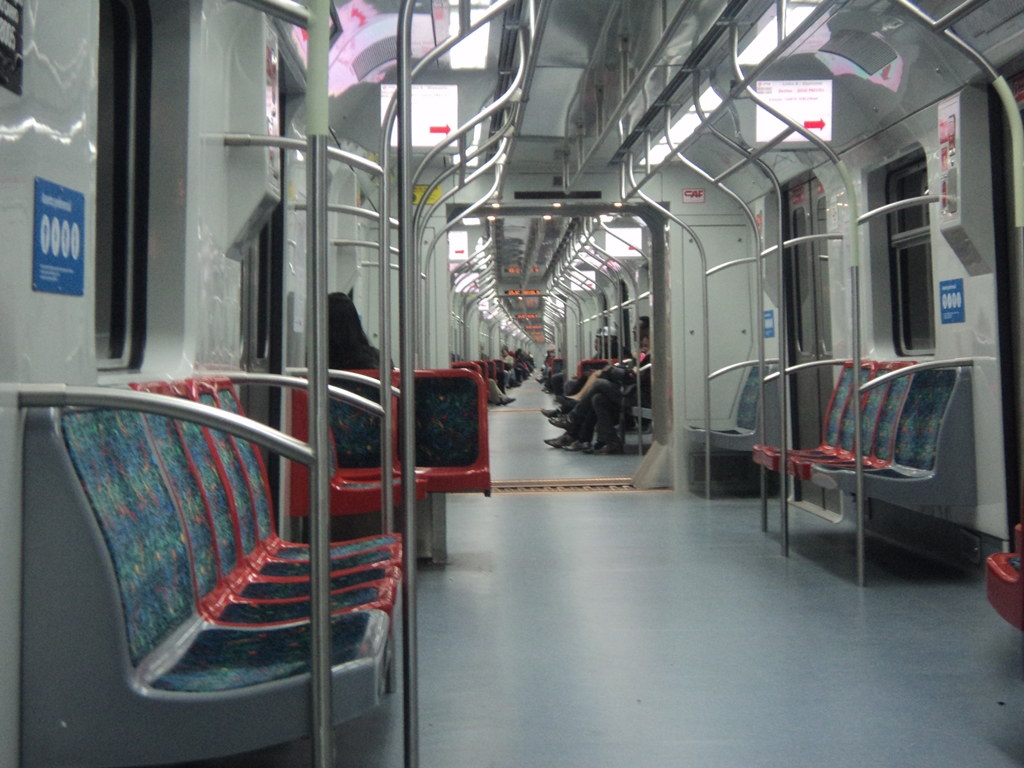
Salão de passageiros da série 8000

## Estações
| Sigla | Estação               | Município             | Observações | MDU (10/2018) |
| ----- | --------------------- | --------------------- | --- | ------------- |
| BFU   | Palmeiras–Barra Funda | São Paulo             | Integração gratuita com as linhas 3-Vermelha, 7-Rubi, 8-Diamante e 13-Jade (Expresso Aeroporto). Acesso ao Terminal Rodoviário Barra Funda    | -             |
| LUZ   | Luz                   | São Paulo             | Integração gratuita com as linhas 1-Azul, 4-Amarela, 10-Turquesa e 13-Jade (Expresso Aeroporto)                                               | 146 071       |
| BAS   | Brás                  | São Paulo             | Integração gratuita com as linhas 3-Vermelha, 10-Turquesa, 12-Safira e (apenas no sentido Palmeiras-Barra Funda) 13-Jade (Expresso Aeroporto) | 165 611       |
| TAT   | Tatuapé               | São Paulo             | Integração gratuita com as linhas 12-Safira e (tarifada nos horários de pico) 3-Vermelha                                                      | 78 372        |
| ITQ   | Corinthians–Itaquera  | São Paulo             | Integração (tarifada nos horários de pico) com a Linha 3-Vermelha                                                                             | 50 733        |
| DBO   | Dom Bosco             | São Paulo             | | 20 107        |
| JBO   | José Bonifácio        | São Paulo             | | 18 202        |
| GUA   | Guaianases            | São Paulo             | Alguns trens têm esta estação como ponto final                                                                                                | 76 918        |
| AGN   | Antônio Gianetti Neto | Ferraz de Vasconcelos | | 13 522        |
| FVC   | Ferraz de Vasconcelos | Ferraz de Vasconcelos | | 25 217        |
| POÁ   | Poá                   | Poá                   | | 14 377        |
| CVN   | Calmon Viana          | Poá                   | Integração gratuita com a Linha 12-Safira | 8 802         |
| SUZ   | Suzano                | Suzano                | Futura integração gratuita com a Linha 12-Safira                                                                                              | 37 010        |
| JPB   | Jundiapeba            | Mogi das Cruzes       | | 7 513         |
| BCB   | Braz Cubas            | Mogi das Cruzes       | | 7 058         |
| MDC   | Mogi das Cruzes       | Mogi das Cruzes       | | 12 841        |
| EST   | Estudantes            | Mogi das Cruzes       | Acesso ao Terminal Rodoviário Geraldo Scavone                                                                                                 | 14 745        |

MDU = média de passageiros embarcados por dia útil em cada estação, desde o início do ano. Nas estações com duas ou mais linhas o MDU representa a totalidade de passageiros embarcados na estação, sem considerar qual linha será utilizada pelo usuário.

## Características das estações
Na parte da linha que pertenceu ao Expresso Leste, a Estação Guaianases e as estações entre Luz e Tatuapé são em superfície. Todas as demais estações são elevadas. Na extensão da linha 11, as estações entre Guaianases e Estudantes em sua maioria têm construções modernas ou em processo de modernização.

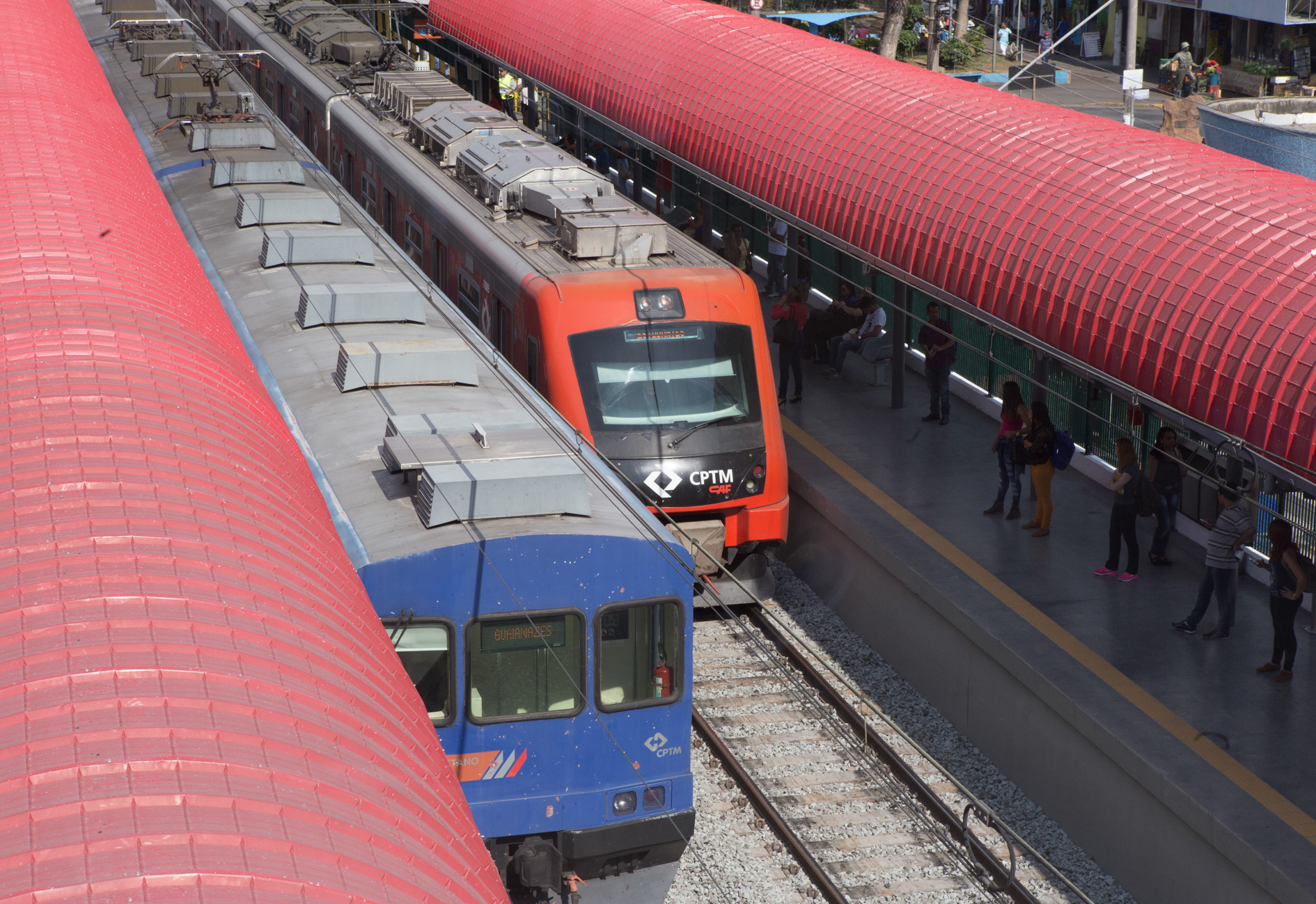
Plataformas da Estação Poá
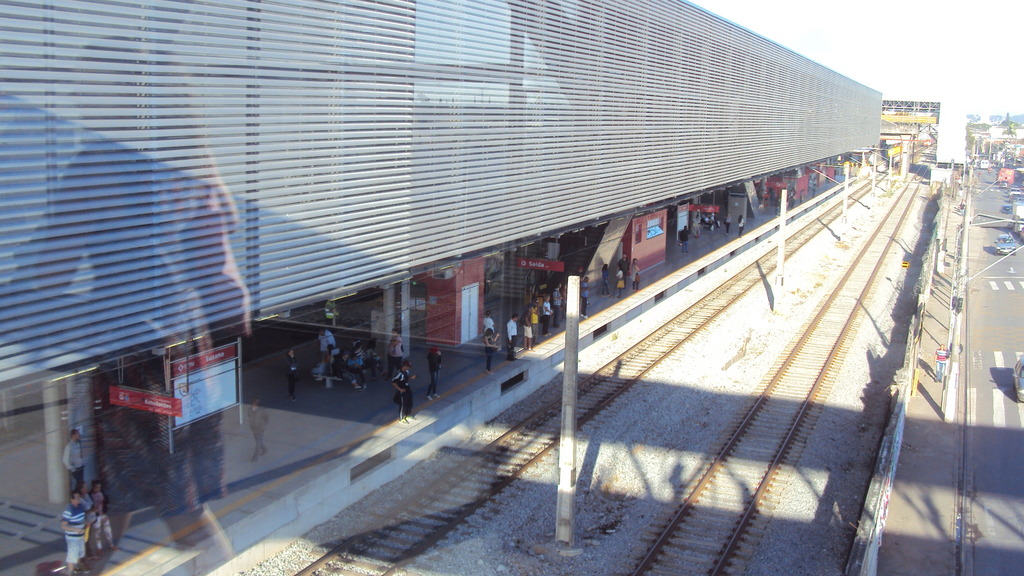
Exterior da Estação Suzano
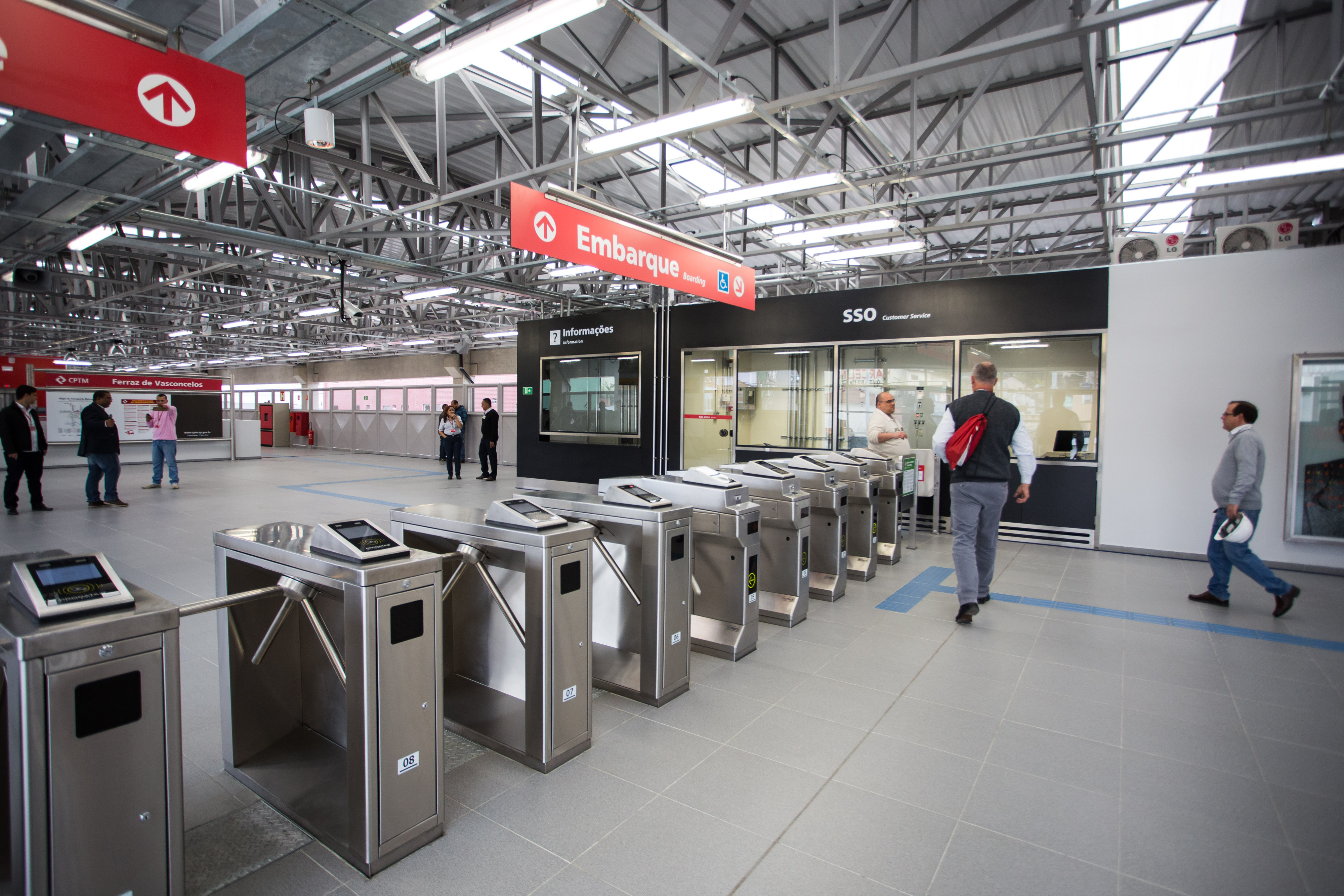
Acesso à Estação Ferraz de Vasconcelos
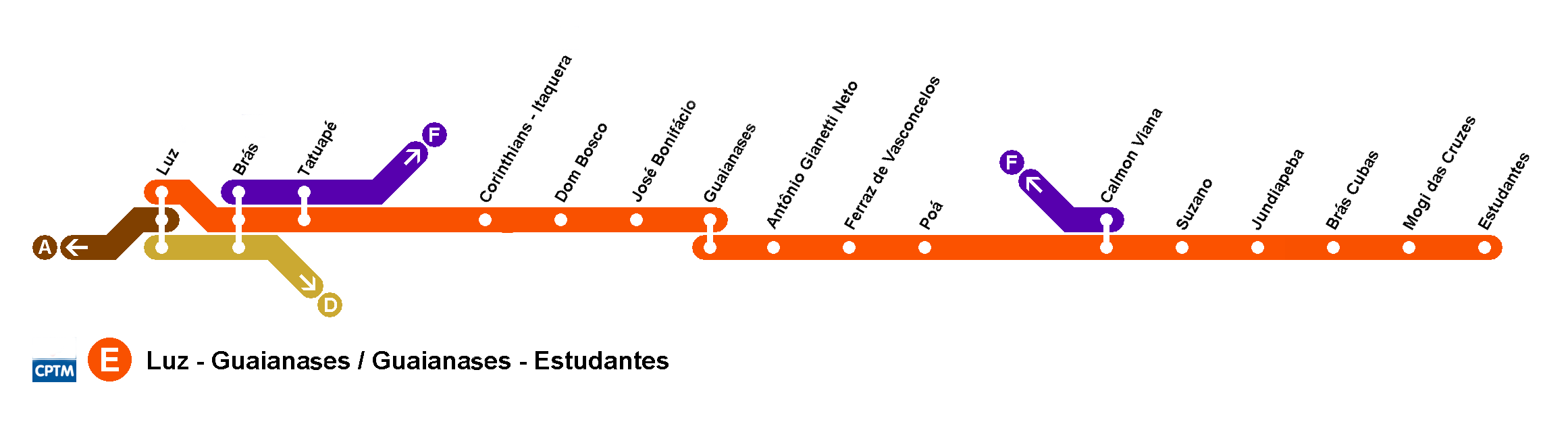
Mapa da linha, usado até 2008